# کاراته در المپیک تابستانی ۲۰۲۰
کاراته یکی از ورزش‌های بازی‌های المپیک تابستانی ۲۰۲۰ است که از ۵ تا ۷ اوت ۲۰۲۱ برگزار شد.
این مسابقات در دو بخش مردان و زنان در هشت رویداد انجام شد.

## برنامه مسابقات
| رویداد↓/تاریخ ←   | ۵ اوت | ۶ اوت | ۷ اوت |
| ----------------- | ----- | ----- | ----- |
| ۶۷ کیلوگرم مردان  | F     |       |       |
| ۷۵ کیلوگرم مردان  |       | F     |       |
| +۷۵ کیلوگرم مردان |       |       | F     |
| کاتا مردان        |       | F     |       |
| ۵۵ کیلوگرم زنان   | F     |       |       |
| ۶۱ کیلوگرم زنان   |       | F     |       |
| +۶۱ کیلوگرم زنان  |       |       | F     |
| کاتا زنان         | F     |       |       |

## جدول مدال‌ها
| رتبه            | کشور                      | طلا | نقره | برنز | مجموع |
| --------------- | ------------------------- | --- | ---- | ---- | ----- |
| ۱               | ژاپن (JPN)*               | ۱   | ۱    | ۱    | ۳     |
| ۲               | اسپانیا (ESP)             | ۱   | ۱    | ۰    | ۲     |
| ۳               | ایتالیا (ITA)             | ۱   | ۰    | ۱    | ۲     |
| ۳               | مصر (EGY)                 | ۱   | ۰    | ۱    | ۲     |
| ۵               | ایران (IRI)               | ۱   | ۰    | ۰    | ۱     |
| ۵               | بلغارستان (BUL)           | ۱   | ۰    | ۰    | ۱     |
| ۵               | صربستان (SRB)             | ۱   | ۰    | ۰    | ۱     |
| ۵               | فرانسه (FRA)              | ۱   | ۰    | ۰    | ۱     |
| ۹               | جمهوری آذربایجان (AZE)    | ۰   | ۲    | ۰    | ۲     |
| ۱۰              | ترکیه (TUR)               | ۰   | ۱    | ۳    | ۴     |
| ۱۱              | اوکراین (UKR)             | ۰   | ۱    | ۱    | ۲     |
| ۱۱              | چین (CHN)                 | ۰   | ۱    | ۱    | ۲     |
| ۱۳              | عربستان سعودی (KSA)       | ۰   | ۱    | ۰    | ۱     |
| ۱۴              | قزاقستان (KAZ)            | ۰   | ۰    | ۲    | ۲     |
| ۱۵              | اتریش (AUT)               | ۰   | ۰    | ۱    | ۱     |
| ۱۵              | اردن (JOR)                | ۰   | ۰    | ۱    | ۱     |
| ۱۵              | ایالات متحده آمریکا (USA) | ۰   | ۰    | ۱    | ۱     |
| ۱۵              | مجارستان (HUN)            | ۰   | ۰    | ۱    | ۱     |
| ۱۵              | هنگ کنگ (HKG)             | ۰   | ۰    | ۱    | ۱     |
| ۱۵              | چین تایپه (TPE)           | ۰   | ۰    | ۱    | ۱     |
| مجموع (۲۰ کشور) | مجموع (۲۰ کشور)           | ۸   | ۸    | ۱۶   | ۳۲    |

## نتایج

### مردان
| رویداد             | طلا                      | نقره                            | برنز                            |
| کاتا جزئیات        | ریو کیونا · ژاپن         | دامیان کینترو · اسپانیا         | آریل تورس · ایالات متحده آمریکا |
| کاتا جزئیات        | ریو کیونا · ژاپن         | دامیان کینترو · اسپانیا         | علی صوفو اوغلو · ترکیه          |
| ۶۷ کیلوگرم جزئیات  | استیون دا کوستا · فرانسه | ارای شامدان · ترکیه             | دارکان اسدیلوف · قزاقستان       |
| ۶۷ کیلوگرم جزئیات  | استیون دا کوستا · فرانسه | ارای شامدان · ترکیه             | عبدالرحمان المصطفی · اردن       |
| ۷۵ کیلوگرم جزئیات  | لوئیجی بوسا · ایتالیا    | رافائل آقایف · جمهوری آذربایجان | گابور هارشپاتاکی · مجارستان     |
| ۷۵ کیلوگرم جزئیات  | لوئیجی بوسا · ایتالیا    | رافائل آقایف · جمهوری آذربایجان | استانیسلاو هورونا · اوکراین     |
| ۷۵+ کیلوگرم جزئیات | سجاد گنج زاده · ایران    | طارق حمدی · عربستان سعودی       | ریوتارو آراگا · ژاپن            |
| ۷۵+ کیلوگرم جزئیات | سجاد گنج زاده · ایران    | طارق حمدی · عربستان سعودی       | اوغور آکتاش · ترکیه             |

### زنان
| رویداد             | طلا                       | نقره                              | برنز                      |
| کاتا جزئیات        | ساندرا سانچز · اسپانیا    | کیو شیمیزو · ژاپن                 | گریس لائو · هنگ کنگ       |
| کاتا جزئیات        | ساندرا سانچز · اسپانیا    | کیو شیمیزو · ژاپن                 | ویویانا بوتارو · ایتالیا  |
| ۵۵ کیلوگرم جزئیات  | ایوت گورانووا · بلغارستان | آنژلیکا ترلیوگا · اوکراین         | بتینا پلانک · اتریش       |
| ۵۵ کیلوگرم جزئیات  | ایوت گورانووا · بلغارستان | آنژلیکا ترلیوگا · اوکراین         | ون تزو یون · چین تایپه    |
| ۶۱ کیلوگرم جزئیات  | جووانا پریکوویچ · صربستان | یین شیائویان · چین                | جیانا فاروک · مصر         |
| ۶۱ کیلوگرم جزئیات  | جووانا پریکوویچ · صربستان | یین شیائویان · چین                | مروه چوبان · ترکیه        |
| ۶۱+ کیلوگرم جزئیات | فریال عبدالعزیز · مصر     | آیرینا زارتسکا · جمهوری آذربایجان | گونگ لی · چین             |
| ۶۱+ کیلوگرم جزئیات | فریال عبدالعزیز · مصر     | آیرینا زارتسکا · جمهوری آذربایجان | سوفیا برولتسوا · قزاقستان |

## کشورهای شرکت کننده
- الجزایر (۱)
- استرالیا (۱)
- اتریش (۱)
- جمهوری آذربایجان (۳)
- بلغارستان (۱)
- کانادا (۱)
- چین (۲)
- کرواسی (۱)
- مصر (۵)
- فرانسه (۳)
- گرجستان (۱)
- آلمان (۴)
- هنگ کنگ (۱)
- مجارستان (۱)
- ایران (۳)
- ایتالیا (۵)
- ژاپن (۸)
- اردن (۱)
- قزاقستان (۵)
- کویت (۱)
- لتونی (۱)
- مراکش (۱)
- نیوزیلند (۱)
- مقدونیه شمالی (۱)
- پرو (۱)
- تیم پناهندگان المپیک (۲)
- چین (۱)
- عربستان سعودی (۱)
- صربستان (۱)
- کره جنوبی (۱)
- اسپانیا (۲)
- سوئیس (۱)
- چین تایپه (۲)
- ترکیه (۷)
- اوکراین (۳)
- ایالات متحده آمریکا (۴)
- ونزوئلا (۳)